# Eric Clarke
Eric Lionel Clarke (9 april 1933) is een Brits politicus.
Clarke was voor het kiesdistrict Midlothian lid van het Britse parlement voor de Labour Party. Hij trad af tijdens de verkiezingen van 2001. Van 1994 tot 1997 maakte hij deel uit van de oppositie.